# セイント (映画)
『セイント』（The Saint）は、1997年に公開されたアメリカ合衆国の映画。
レスリー・チャータリスの冒険小説を原作に、1960年代にロジャー・ムーア主演で制作されたテレビドラマ『セイント 天国野郎』をリメイクした作品。

## ストーリー
香港の孤児院で育てられたジョン・ロッシは、後にサイモン・テンプラーと名乗り、得意の変装術とハイテク装備を駆使する怪盗となった。その腕は天才的で、ついには国際的に指名手配されるまでになった。
ある日、サイモンはロシアの石油王イワン・トレティアックの金庫からマイクロチップを盗み出すが、イワンの息子イリヤに追われ、命からがら盗みを達成する。数日後、イワンと取引することになったサイモンだったが、当日彼から新たな盗みを依頼される。それは、科学者エマ・ラッセル博士から低温核融合の方程式を盗み出すというものだった。
渋々承諾したサイモンは、エマに接触を図るが、次第に彼女に惹かれていってしまう。

## 登場人物
サイモン・テンプラー / セイント
演 - ヴァル・キルマー
本名ジョン・ロッシ。得意の変装術とハイテク装備を駆使し、聖人の名を使った12人の男に変装する怪盗。世界中で指名手配を受けている。香港の厳格な教会の孤児院で育った。
エマ・ラッセル博士
演 - エリザベス・シュー
イギリスの女性科学者。オックスフォード大学所属。病弱で薬を服用している。笑うときに口を隠す癖がある。エネルギー問題解決の鍵となる低温核融合の新方程式を発見した。
イワン・トレティアック
演 - ラデ・シェルベッジア
トレティアックガス会社の社長。ロシアの石油王。新エネルギーを開発してロシア帝国を復活させ、世界支配することを画策している。
イリヤ・トレティアック
演 - ヴァレリー・ニコラエフ
イワンの息子。演説を聞いている最中にトイレに行くなど常識的ではない。常に杖を携帯しており拳銃を扱え、体術もできる。
レフ・ボトビン博士
演 - ヘンリー・グッドマン
トレティアックお抱えのロシア人科学者。エマの方程式を基に低温核融合炉の開発に成功する。
カルポフ
演 - エフゲニー・ラザレフ
ロシア大統領。
ブレナン
演 - エフゲニー・ラザレフ
孤児院の牧師。高圧的な性格。

## キャスト
| 役名                   | 俳優                   | 日本語吹替 | 日本語吹替   | 日本語吹替 |
| 役名                   | 俳優                   | ソフト版   | テレビ朝日版 |            |
| ---------------------- | ---------------------- | ---------- | ------------ | ---------- |
| サイモン・テンプラー   | ヴァル・キルマー       | 磯部勉     | 山路和弘     |            |
| エマ・ラッセル博士     | エリザベス・シュー     | 佐々木優子 | 小林優子     |            |
| イワン・トレティアック | ラデ・シェルベッジア   | 佐々木勝彦 | 小林勝彦     |            |
| イリヤ・トレティアック | ヴァレリー・ニコラエフ | 三木眞一郎 | 二又一成     |            |
| レフ・ボトビン博士     | ヘンリー・グッドマン   | 田原アルノ | 仲野裕       |            |
| カルポフ大統領         | エフゲニー・ラザレフ   | 小山武宏   | 堀部隆一     |            |

- ソフト版：初回放送2015年11月25日『午後のロードショー』
- テレビ朝日版：初回放送2000年4月9日『日曜洋画劇場』

## スタッフ
- 監督 - フィリップ・ノイス
- 製作 - デイヴィッド・ブラウン、ロバート・エヴァンス、ウィリアム・J・マクドナルド、メイス・ニューフェルド
- 原作 - レスリー・チャータリス
- 脚本 - ジョナサン・ヘンズリー、ウェズリー・ストリック
- 撮影 - フィル・メヒュー
- 音楽 - グレーム・レヴェル
- 編集 - テリー・ローリングス